# Uppvällning

Om vinden blåser parallellt med kusten på Södra halvklotet (till exempel längs Perus kust), skapar ekmantransporten en ytlig vattenrörelse som är riktad 90 grader till vänster om vindriktningen.

Uppvällning är ett fenomen som förekommer vid havskuster när kallt vatten från större djup flödar upp till ytan . Djupvattnet är ofta mer näringsrikt än ytvattnet, eftersom vatten från större djup innehåller bottenmaterial med närsalter, och ger således upphov till ökad produktion av biomassa.

## Tillfällig uppvällning
Tillfälliga uppvällningsområden orsakas i huvudsak av ihållande vindars påverkan på ytvattnet, antingen genom direkt friktion eller genom s.k. ekmantransport vinkelrätt till höger om vindriktningen på Norra halvklotet, eller till vänster om vindriktningen på Södra halvklotet. För svenska förhållanden innebär det att uppvällning på ostkusten kan uppstå efter ihållande sydliga eller västliga vindar. Längs de svenska kusterna är uppvällning vanligast i Hanöbukten och kring Gotland.

## Oceanisk och ekvatoriell uppvällning
Uppvällning kan också uppstå ute till havs om strömmar eller vindar skapar divergenser, dvs. områden där ytströmmarna går isär. Mer permanenta uppvällningsområden finns vid ekvatorn längs havsbassängernas östra rand, vilket beror på de system av strömmar och vindar som drivs av passadvindarna. Norra och Södra ekvatorialströmmen i Atlanten och Stilla havet driver bort ytvatten från den tropiska konvergenszonen mot polerna, vilket skapar ett underskott av vatten som ersätts av kallt, näringsrikt djupvatten. En följdeffekt är att även detta vatten måste ersättas, och därför bildas utmed havsbottnarna strömmar från polerna.

## Betydelse för ekosystem
Uppvällning skapar en mångfald av näringskedjor. Näringssalterna flyter på en termoklin (temperaturskikt) som i kombination med ljuset i den fotiska zonen skapar optimala förhållanden för växtplankton och djurplankton. Dessa blir föda för de högre djuren, av vilka fisk är en del, vilket är förklaringen till att fiske framför allt bedrivs vid västkuster i kalla hav. Längs Sydamerikas västkust har det bildats näringskedjor vilka är så omfattande att en av dess biprodukter, guano (fågelträck från fiskätande fåglar) exporteras världen över, som gödningsmedel för jordbruket.